# Tunggul Bulin
Tunggul Bulin is een bestuurslaag in het regentschap Merangin van de provincie Jambi, Indonesië. Tunggul Bulin telt 1142 inwoners (volkstelling 2010).